# Дос Сантос Педро, Фернандо
Ферна́ндо дос Са́нтос Пе́дро (порт.-браз. Fernando dos Santos Pedro; род. 1 марта 1999 года в Белу-Оризонти, Бразилия) — бразильский футболист, нападающий клуба Ред Булл Брагантино.

## Клубная карьера

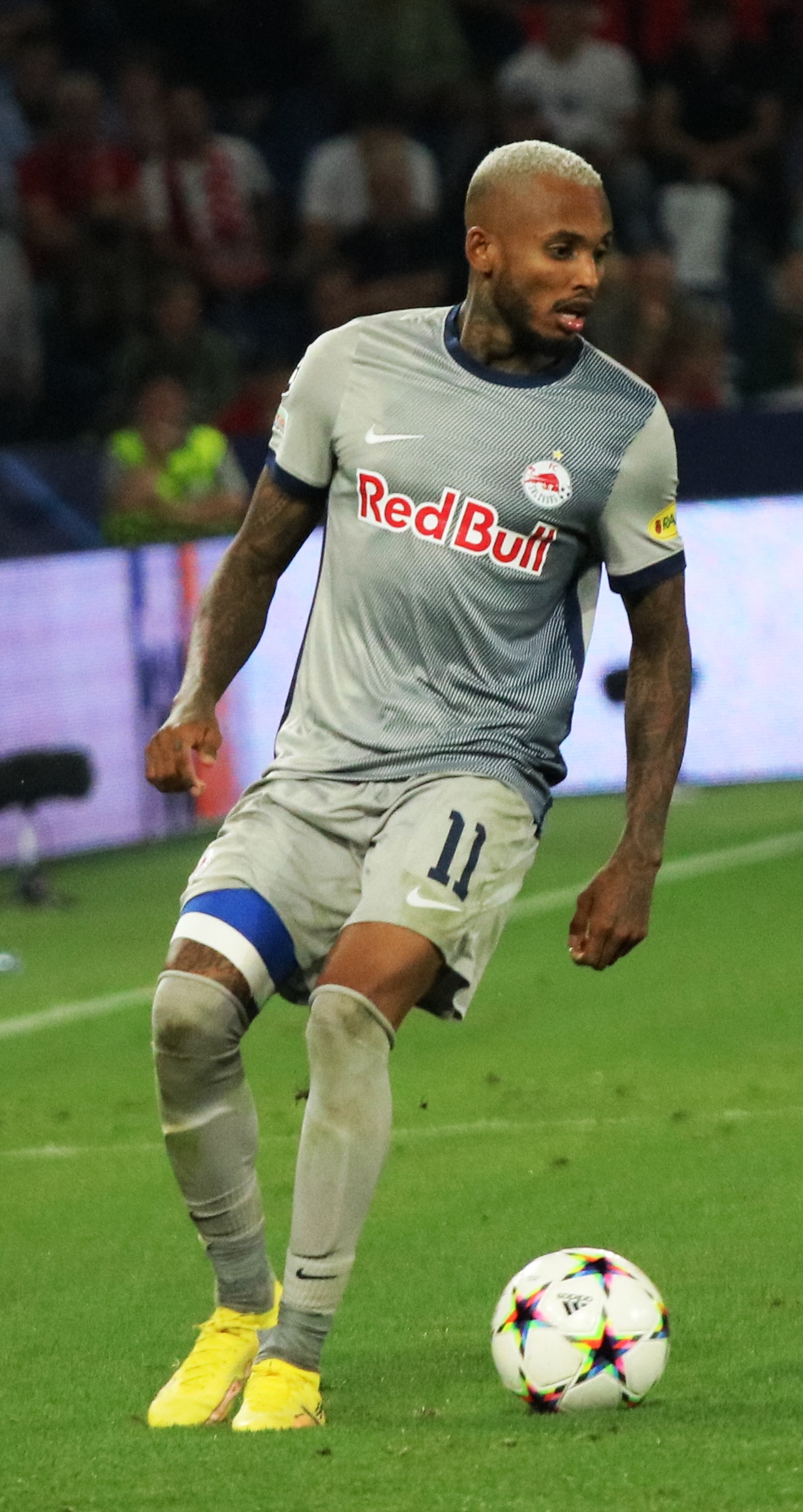
Фернандо в составе «Ред Булл Зальцбург»

Фернандо — воспитанник клуба «Палмейрас». 9 ноября 2017 года в матче против «Витории» из Салвадора он дебютировал в бразильской Серии А. 11 марта 2018 года в матче Лиги Паулиста против «Итуано» Фернандо забил свой первый гол за «Палмейрас».
Летом 2018 года Фернандо перешёл в донецкий «Шахтёр». 25 июля в матче против «Десны» он дебютировал в украинской Премьер-лиге. 29 июля в поединке против столичного «Арсенала» Фернандо забил свой первый гол за «Шахтер». В составе клуба он дважды выиграл чемпионат и завоевал Кубок Украины.
Летом 2019 года Фернандо на правах аренды перешёл в лиссабонский «Спортинг», но так и не дебютировав за команду, вернулся в «Шахтер». Летом 2022 года Фернандо перешёл в австрийский «Ред Булл Зальцбург». Сумма трансфера составила 6 млн евро. 22 июля в матче против венской «Аустрии» он дебютировал в австрийской Бундеслиге. В этом же поединке игрок забил свой первый гол за «Ред Булл Зальцбург».

## Достижения
«Шахтёр» (Донецк)
- Чемпион Украины (2): 2018/19, 2019/20
- Обладатель Кубка Украины: 2018/19
- Обладатель Суперкубка Украины: 2021

«Ред Булл» (Зальцбург)
- Чемпион Австрии: 2022/23